# Mésange de Palawan
Pardaliparus amabilis
Espèce
Statut de conservation UICN

NT : Quasi menacé
La Mésange de Palawan (Pardaliparus amabilis) est une espèce d'oiseau de la famille des paridés.
L'espèce est endémique des Philippines : Calauit, Balabac et les forêts pluviales de Palawan.